# فرودگاه شهرستان اوبرن
فرودگاه شهرستان اوبرن (به انگلیسی: Auburn Municipal Airport (Washington)) (به زبان بومی: Auburn Airport) یک فرودگاه همگانی بهره‌برداری هوایی است که یک باند فرود آسفالت دارد و طول باند آن ۱۰۳۶ متر است. این فرودگاه در شهر اوبرن، واشینگتن کشور ایالات متحده آمریکا قرار دارد و در ارتفاع ۱۹٫۲ متری از سطح دریا واقع شده‌است.

## امکانات و هواپیما
این فرودگاه به مساحت 110 جریب (45 هکتار) و شامل یک باند آسفالت می باشد. این فرودگاه برای خدمات هوایی عمومی استفاده می شود و هیچگونه خدمات تجاری ارائه نمی دهد.
با 318 فروند هواپیما مستقر در آبرن  شامل 293 هواپیما تک موتور، 14 فروند هواپیمای چند موتوره و 11 فروند بالگرد، این فرودگاه به‌طور متوسط 450 عملیات در روز انجام می دهد